# Taekwondo nos Jogos Olímpicos de Verão da Juventude de 2014 - -73 kg masculinos
As provas de Taekwondo -73 kg masculinos nos Jogos Olímpicos de Verão da Juventude de 2014 decorreram a 20 de Agosto no Centro Internacional de Exposições de Nanquim em Nanquim, China. O azeri Said Guliyev conquistou o Ouro, o alemão Hamza Karim ganhou a Prata e o Bronze foi repartido entre o iraniano Danial Salehimehr e o egípcio Seif Eissa.

## Medalhistas
| Ouro   | AZE Said Guliyev                     |
| Prata  | GER Hamza Karim                      |
| Bronze | IRI Danial Salehimehr EGY Seif Eissa |

## Resultados das finais
Nota: Os semi-finalistas derrotados ganham ambos o Bronze.
|  | Semifinal             | Semifinal        |    |  | Final           | Final |  |
|  |                       |                  |    |  |                 |       |  |
|  |                       |                  |    |  |                 |       |  |
|  | IRI Danial Salehimehr | 9                |    |  |                 |       |  |
|  | GER Hamza Karim       | 14               |    |  |                 |       |  |
|  |                       |                  |    |  |                 |       |  |
|  |                       |                  |    |  |                 |       |  |
|  |                       |                  |    |  | GER Hamza Karim | 4     |  |
|  |                       | AZE Said Guliyev | 10 |  |                 |       |  |
|  |                       |                  |    |  |                 |       |  |
|  |                       |                  |    |  |                 |       |  |
|  |                       |                  |    |  |                 |       |  |
|  |                       |                  |    |  |                 |       |  |
|  | EGY Seif Eissa        | 1                |    |  |                 |       |  |
|  | AZE Said Guliyev      | 8                |    |  |                 |       |  |